# Trichaphodius humilis
Trichaphodius humilis är en skalbaggsart som beskrevs av Roth 1851. Trichaphodius humilis ingår i släktet Trichaphodius och familjen Aphodiidae. Inga underarter finns listade i Catalogue of Life.